# Estados Alterados
Estados Alterados son una banda colombiana de Rock electrónico conformada actualmente por Elvis, Ricky Restrepo, Natalia Valencia y Felipe Carmona. La agrupación nació en Medellín en 1987 y su formación original estaba compuesta por Fernando Sierra (Elvis), Ricardo Restrepo (Ricky), Gabriel Lopera (Tato) y Carlos Guillermo Uribe, (Mana). A mediados del 2000, el grupo entró en receso hasta su reaparición en el 2005. 
En sus inicios la banda estuvo muy influenciada por grupos como Depeche Mode o The Cure lo anterior les permitió ser pioneros del Rock Electrónico en Colombia y Latinoamérica, en la actualidad E.A es considerado una de las bandas más importantes en su género.
Su álbum en debut Estados Alterados de 1991 es considerado uno de los más importantes en la historia general del Rock Colombiano, la revista Rolling Stone en su edición Colombiana lo ubicó en el puesto N.º 9 de su lista de "25 grandes discos nacionales." el portal especializado Rateyourmusic realizó la lista de "50 discos del rock-pop colombiano" donde se ubica en 7.º lugar, mientras que la emisora especializada Radionica lo ubica 7° en su lista de once álbumes del rock colombiano para no olvidar.
La revista Alborde consideró a su tema insignia "El Velo" en el puesto 390 de la lista de "500 canciones del Rock Iberoamericano", en la lista de "Las 100 Mejores Canciones del Rock Colombiano" realizada por la Revista Subterránica figura "Muévete" en la posición 20.º, las mismas aparecen en la publicación de "50 grandes canciones colombianas" por Rolling Stone Colombia en los puestos 32.º y 5.º respectivamente. En el listado realizado por el portal Autopistarock.com "Muévete" ocupa el 4.º lugar.

## Historia
En una ciudad donde la salsa y el vallenato imperaban, el rock en inglés apenas lograba sonar en unas cuantas emisoras y bares de la ciudad. En esos años, tres adolescentes coincidieron en la megalópolis de “New York, New York”, predilecto bar subterráneo de Medellín cuyo nombre fue tomado de una canción de Nina Hagen, donde una generación urbana vivía el rock internacional y descubría el rock en español. La posibilidad de crear una música propia, en idioma y en sonido, pareció de pronto un sueño alcanzable. En este espacio, Tato (Gabriel Lopera-teclista), Elvis (Fernando Sierra-voz) y Ricky (Ricardo Restrepo-batería), quienes más tarde se denominarían Estados Alterados, exploraron las posibilidades del rock electrónico, entonces conocido y admirado por pocos en Latinoamérica.
Estados Alterados comenzó su andadura en 1987 cuando Gabriel Lopera "Tato" quien en aquel entonces tocaba en otra banda con Ricardo Restrepo "Ricky" decide iniciar un nuevo proyecto junto a Fernando Sierra (también conocido como Elvis) y Carlos Guillermo Uribe, "Mana". Así, empezaron a trabajar juntos en un grupo cuya base fuera el sonido electrónico. Desde sus inicios la filosofía de la banda fue componer canciones propias y buscar un sonido característico que incluyera una exploración en la síntesis, samples, programación y secuencias. Todo este trabajo llevó dos años de experimentación y composición hasta lograr un número de canciones que pudieran ser incluidas en un disco y suficientes para poder tocar en vivo. La misma noche en que la banda cerraba el trato para su primer concierto, Mana falleció en un accidente automovilístico era la madrugada del dos de febrero de 1990. El 24 de febrero de 1990, la banda se presentó por primera vez ante el público, en un bar a las afueras de Envigado llamado Casaverde, donde esperaban unas 300 personas, pero llegaron más de 4500. El carismático Ricardo Restrepo "Ricky", baterista y amigo de todos sustituiría a Mana.
Su primer trabajo discográfico fue el maxisencillo presentado a finales de 1989 de los temas Muévete y El velo, que serían incluidos en 1991 en Estados Alterados, su primer LP. Tanto los sencillos como el álbum fueron grabados en MIDIMIX Studios en Medellín con la ayuda de Víctor García su propietario. Fue en esos meses, en menos de un año, que en MIDIMIX alternaron grupos como Kraken, Ekhymosis, Bajotierra y Estados Alterados entre otros.
El primer disco de Estados Alterados rompió grandes esquemas de la música, siendo elogiado por sus inmensos aportes creativos al rock colombiano, en 2007 por la revista Semana lo incluiría entre los 25 discos colombianos más importantes del último cuarto de siglo.
Después de editar su primer álbum, MTV en su primer intento como canal establecido en Latinoamérica —MTV Internacional, en Telemundo—, puso en rotación el vídeo de la canción El Velo en 1991. En ese mismo periodo la banda alternó tarima con Information Society en su visita a Bogotá. Para 1993, la canción Seres de la Noche, del álbum Cuarto Acto, fue la primera en aparecer en el recién inaugurado MTV Latino. El éxito de Seres De La Noche y Nada acentuaron el nombre de la banda en Latinoamérica. El álbum Cuarto Acto fue producido por Federico López y mezclado en parte por el inglés Richard Blair.
En 1995 el grupo incorpora al guitarrista Camilo Zuleta, que había estado trabajando con la banda desde "Cuarto Acto". Ese mismo año se grabó el disco Rojo Sobre Rojo, bajo la producción de Federico López en Discos Fuentes. Sus canciones más famosas fueron La fiebre de marzo y Te veré. La primera alcanzó el puesto 65 de las 88 canciones más importantes de 88.9 en 1995 y el puesto 93 en las 100 mejores de Radioactiva del mismo año. Por su parte, la canción Te veré llegó a la casilla 98 en las 103 mejores de La X 103.9 y la 77 de las 100 de Radioactiva.
Para 1996 el grupo decide terminar su contrato con Discos Fuentes y la disquera decide sellar este episodio lanzando al mercado una recopilación con el nombre de Lo Esencial Extracto 89-96. En 1998 junto al ganador del Grammy, Tweety González , emprenden la empresa de producir un nuevo disco, desafortunadamente, este nunca salió al mercado debido al incumplimiento de la disquera Mexicana que operaba en Guatemala. Ese mismo año, el público de Rock al Parque presencia a Estados Alterados con Tweety en lo que sería su último concierto de los años 1990, respecto al Álbum Perdido EA ha confirmado en más de una ocasión que era este una de las mejores obras pero el episodio lamentable de la disquera "fantasma" trunco a sus fanes y al público en general de un buen disco que al día de hoy continua enlatado.
Estados Alterados se unió a diferentes bandas de América Latina en 1999 para el álbum tributo a The Cure ¿Por qué no puedo ser tú?, con su propia versión de A Forest llamada El Bosque. En la versión del festival Rock al Parque de 2005 en Bogotá, después de un receso de 7 años, Estados Alterados se reunió y tocó en el cierre del evento, ante unas 80.000 personas.
En 2007 Elvis, Tato y Ricky se reunieron para trabajar en su nueva producción, que fue grabada entre junio y julio de 2009 de la mano del productor inglés Phil Vinall. Este nuevo álbum, llamado Romances Científicos (que es el nombre que se le daba a la ciencia ficción en el período victoriano), ya era una realidad para marzo del 2010. Por esta época abrirían a Coldplay en su primera visita a Colombia, su primer sencillo fue "Contenme" una canción que sin duda recordó los mejores trabajos de la banda con algo de la obscuridad característica de su primera época además de contar con un buen videoclip dirigido por el cineasta Jorge Navas que causó gran movimiento en redes sociales por los fanes del grupo siendo este un adelanto importante del ansiado material nuevo Estados Alterados empieza su gira en Latinoamérica, seguido por el festival Vive Latino en México D.F 2010, Altavoz en Medellín, Rock al Parque en Bogotá y Teatro Mayor Julio Mario Santodomingo 2010. Durante este período Estados Alterados tuvo como músicos invitados a Carlos Calvo (Sexy Lucy); Oliver Camargo (69nombres) y Alejandro Jaramillo, quienes a través a Estados Alterados logran potencializar sus proyectos alternos.
En enero de 2011 Gabriel Lopera decide renunciar a Estados Alterados. En marzo del mismo año son invitados al South by Southwest (SXSW) en Austin, Texas; el Latin Alternative Music Conference (LAMC) en Nueva York, y el Rola Music Fest en Miami, después de un recorrido maratónico en otras ciudades de Norteamérica. Para el 2012 Estados Alterados se presenta en Altavoz 2013, Medellín en sus diez años.
Tres años después la legendaria agrupación antioqueña presentaría su quinto álbum de estudio Intruso Armónico esta vez con el dúo Elvis-Ricky acompañados por Juan Gallego como músico amigo, esta producción se publicó a Vinilo con 500 copias disponibles e incluye un arte más detallado elaborado por el artista plástico Wolfgang Guarín, quién uso la versatilidad del formato para darle cualidades únicas el primer sencillo "Guayaquil" tiene sonidos de bandoneón como tributo a la tradición bohemia en el homónimo barrio de Medellín este sencillo cuenta un nuevo y curioso videoclip muy propio del estilo de que acostumbra EA.
A finales de 2015 el grupo sorprendió gratamente a sus seguidores lanzando el BoxSet EA 5/25, una colección que reúne todos sus trabajos discográficos con nuevas artes gráficas y carátulas diferentes o mejoradas de sus ediciones anteriores, así como reseñas con las apreciaciones del grupo para cada disco, adicionalmente los primeros tres trabajos Estados Alterados (1991), Cuarto acto (1993) y Rojo sobre rojo (1995) fueron remasterizados de nuevo por Víctor García, que ya había participado como productor y colaborador en algunos discos del grupo.
Luego de su presentación estelar en el Festival Centro 2018 (Bogotá), el grupo  preesentó ‘Miedo’ el primer sencillo de su última producción discográfica, el 16 de marzo de 2018 serían teloneros de Depeche Mode en su segunda visita a Colombia en agosto de 2018 se presenta la sexta placa del grupo Lumisphera nombre que nace de un sintetizador experimental que crea sonidos poco convencionales a partir de la sensibilidad de la luz y que es protagonista en algunas canciones; el segundo sencillo fue "Pueblo", el álbum contó con la producción de Amir Derakh (Julien-k y Orgy) los miembros de apoyo para esta entrega son Natalia Valencia y Felipe Carmona, la edición del álbum en vinilo muestra un interesante contraste entre los sonoro marcado por la tecnología y el Rock contemporáneo influenciado fundamentalmente por el Synthpop o el New wave así como letras muy cercanas a la actualidad del país y lo visual ya que contiene un importante juego de imágenes antiguas de Medellín y Colombia en blanco y negro.

## Discografía

### Discos de estudio
- Estados Alterados. Sonolux (1991)
- Cuarto Acto. Fuentes (1993)
- Rojo sobre rojo. Fuentes (1995)
- Romances Científicos. Codiscos (2010)
- Intruso Armónico. Independiente (2014)
- Lumisphera. Independiente (2018)
- Remixphera. Independiente (2022)

### Sencillos y EP
- Muévete/El Velo. Independiente (1989)
- Muévete (EP). Sonolux (1990)

### Discos compilatorios
- Lo Esencial Extracto 89-96. Fuentes (1996)
- Tributo a the Cure: Porque No Puedo Ser Tu -A Forest-. WEA Latin (1999)
- BoxSet EA 5/25. Independiente (2015)

### Videoclips
- Muévete (1990)
- El velo (1991)
- Prototipos (1992)
- Sel-fish (1993)
- Nada (1993)
- Seres de la noche (1993)
- La fiebre de marzo (1995)
- Muévete 2010 (2010)
- Contenme (2011)
- Guayaquil  (2014)
- Inventándome  (2015)
- Por Ti (2016)
- Miedo (2018)